# Convento di San Francesco (Genova)
Il convento di San Francesco di Voltri è un convento francescano situato all'interno della villa Brignole Sale Duchessa di Galliera. È oggi in disuso.
La nascita è legata all'interessamento dal cardinale Gio Stefano Dongo che nel 1608 scrisse di voler evitare ai voltresi di recarsi fino alla chiesa di San Nicolò per seguire la Messa.
Il convento fu terminato nel 1624 ma a seguito di una petizione dei proprietari dei terreni confinanti il convento di S.Nicolò, che avrebbe perso importanza, intervenne il Senato della Repubblica di Genova che affidò entrambe le chiese ai cappuccini. La chiesa rimase però di proprietà della famiglia Dongo.